# Voitures de banlieue Nord & Nord-PLM
 (août 2023).
Si vous disposez d'ouvrages ou d'articles de référence ou si vous connaissez des sites web de qualité traitant du thème abordé ici, merci de compléter l'article en donnant les références utiles à sa vérifiabilité et en les liant à la section « Notes et références ».
Les voitures de banlieue Nord et les voitures Nord-PLM étaient des voitures de chemin de fer à bogies destinées au trafic de trains de banlieue. Elles furent construites respectivement à 410 et 72 unités.

## Genèse
Étudiée sous la houlette de Marc de Caso, une rame prototype fut livrée par les ateliers de la Compagnie du Nord à Hellemmes en 1929 en reprenant le principe de construction tubulaire des voitures rapides Nord « Torpille ». Néanmoins, du fait de la présence de doubles portes d'accès, le châssis dut être renforcé. Cette rame était composée de dix voitures : 
- une Ayi no 1501 ;
- une BDyi no 7501 ;
- six Cyi no 17001 à 17006 ;
- et deux CDsyi no 18001 et 18002.

Le s signalait les voitures-pilote qui évitaient les manœuvres de remise en tête de la locomotive. La réversibilité était électropneumatique et du type « Aubert ». Cette rame était dotée d'attelages automatiques de type « Henricot » et « Willison » pour tester le meilleur des attelages pour les futures voitures de série.
Cette rame nommée Y fut soumise à une batterie de tests qui démontrèrent la bonne tenue de la rame à la vitesse normale de 120 km/h et la nécessité de réduire la largeur des caisses de 38 mm pour éviter de raboter les quais tout en conservant la largeur des marchepieds.
Bien que différentes de conception, ces voitures ressemblaient extérieurement et par leur aménagement intérieur aux voitures de banlieue du type « Est »[réf. nécessaire].

## Voiture Nord

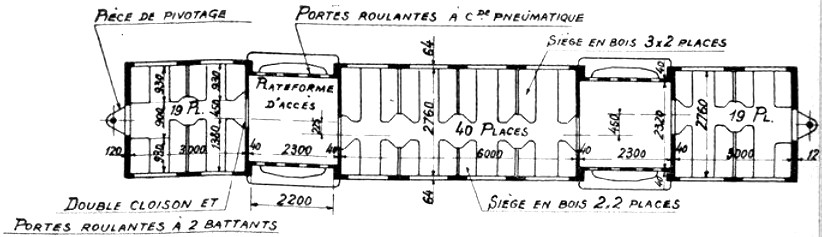
Disposition intérieure d'un élément articulé de 3e classe.
Une voiture ordinaire de 3e classe est plus longue et possède six travées centrales.

### Description
La voiture de banlieue Nord mesure 21,30 m et est équipée de bogies du type « Y2 Nord ». L'attelage de type « Willison » fut retenu et combiné à un soufflet métallique ouvert de type « Pullman » qui maintenait lesdits attelages en tension et se substituait aux tampons classiques. Cette pratique permettait de réduire la longueur de près de 10 mètres pour une rame standard de neuf caisses.
Ces voitures disposent de deux grandes plates-formes d'accès équipées de portes à deux vantaux coulissant derrière deux vantaux dormants. Le porche d'accès, à quatre fenêtres sur les portes et les panneaux fixes, est en retrait et servi par un double marchepied en bois. L'accès aux portes est facilité par des mains courantes latérales inclinées et une barre centrale extérieure. Les chaudrons des voitures de série étaient dotés de six baies dans la partie centrale, sauf pour les caisses de type A et de l'élément central de la rame triple qui n'en comportaient que cinq ou quatre, et de deux baies aux extrémités, sauf pour les caisses de type -D- ou -s- qui disposaient, respectivement, d'un compartiment fourgon ou d'une cabine de conduite. L'aménagement est classiquement constitué de banquettes en vis-à-vis, de trois places d'un côté de l'allée et de deux places de l'autre côté. Elles sont initialement dépourvues de toilettes ; un cabinet de toilette sera installé à l'extrémité opposée, côté plateforme, à la fin des années 1960. 

### Construction
Inscrites au programme d'achat de 1930, et portant sur un total de 60 rames de 9 voitures, la première commande fut passée la même année pour 100 voitures aux industries suivantes :
- la Compagnie générale de construction sise à Saint-Denis ;
- la Société française de constructions mécaniques ;
- la Société Baume et Marpent ;
- et les Aciéries du Nord de la France.

Ces quatre constructeurs les livrèrent entre 1931 et 1932. Cette commande se décomposait ainsi :
- 11 Ayi no 1502 à 1512 ;
- 11 BDyi no 7502 à 7512 ;
- 66 Cyi no 17007 à 17072 ;
- et 12 CDsyi no 18003 à 18014.

À cette même époque la Compagnie des chemins de fer de Paris à Lyon et à la Méditerranée, après avoir étudié tous les types de matériel, décida de commander ce matériel pour son trafic de banlieue avec un premier achat de deux rames de neuf caisses.
Dès 1931 intervient la deuxième commande de la Compagnie du Nord avec de nouveau 100 unités et aux mêmes constructeurs qui les livrèrent entre 1932 et 1933. Cette commande se décomposait ainsi :
- 11 Ayi no 1513 à 1523 ;
- 11 BDyi no 7513 à 7523 ;
- 50 Cyi no 17073 à 17122 ;
- 11 AByi no 4501 à 4511 ;
- et 12 CDsyi no 18015 à 18026.

Les 5 unités manquantes sur le total sont réservées pour la fabrication de deux rames prototypes en alliages légers à base d'aluminium.
En 1932 intervient la troisième commande avec de nouveau 100 unités et aux mêmes constructeurs, plus la Compagnie française de matériel de chemin de fer sise à Ivry-sur-Seine, qui les livrèrent entre 1933 et 1934. Cette commande se décomposait ainsi :
- 11 Ayi no 1524 à 1534
- 11 BDyi no 7524 à 7534
- 11 AByi no 4512 à 4522
- 55 Cyin° 17128 à 17182
- et 12 CDsyi no 18027 à 18038

En 1933 intervient la quatrième commande, qui sera finalement la dernière, avec de nouveau 100 unités et aux mêmes constructeurs — plus la société La Rhonelle sise à Ivry-sur-Seine — qui les livrèrent entre 1934 et 1935. Cette commande se décomposait ainsi :
- 7 AByi no 4523 à 4529 ;
- 17 ACyi no 4701 à 4717 ;
- 11 BDyi no 7535 à 7545 ;
- 37 Cyin° 17183 à 17219 ;
- 20 Csyi no 17501 à 17520 ;
- et 8 CDsyi no 18039 à 18046.

Les voitures intermédiaires de type Csyi permirent de rendre sécables les rames en deux demi-rames pour assurer le service durant les heures creuses.
À la suite de la crise économique des années 1930, l'achat des quinze dernières rames fut annulé.

#### Construction des rames articulées
En 1931, comme vu plus haut, il fut décidé de construire deux rames prototypes :
- La première de trois caisses et quatre bogies avec les Cyi no 16901 à 16903  et qui fut livrée en 1935. L'ensemble pesait 75,8 tonnes pour une longueur de 58,85 mètres et pouvait accueillir 274 voyageurs assis. La vitesse en service était de 140 km/h. Cet ensemble prenait la place de trois voitures Cyi dans une rame[1].
- La seconde, de deux caisses sur trois bogies, ne fut livrée qu'en 1950 devant la difficulté de la réalisation en Duralinox. Il s'agissait de la Cmyi no 28498 et la BDmyi no 21999. L'ensemble pesait 50 tonnes et fut construit par les ateliers d'Hellemmes.

La rame triple de 1933
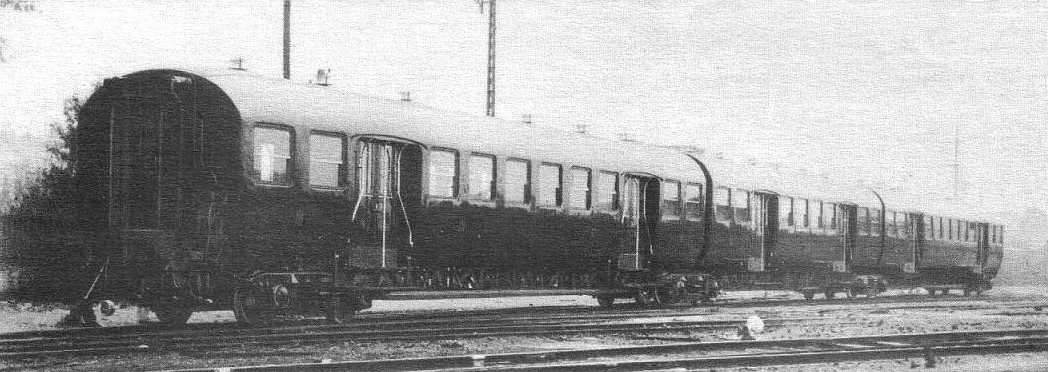
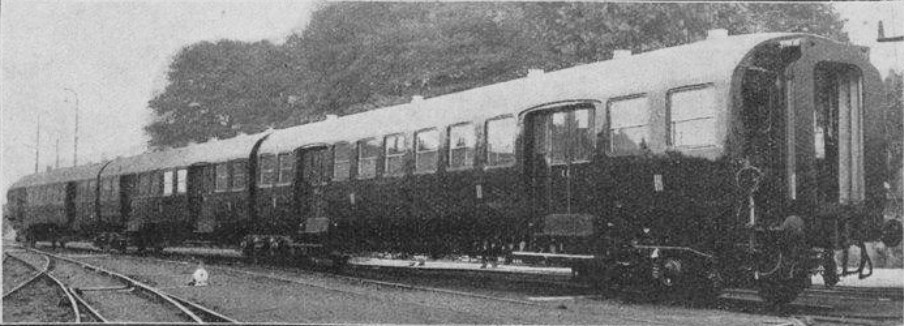
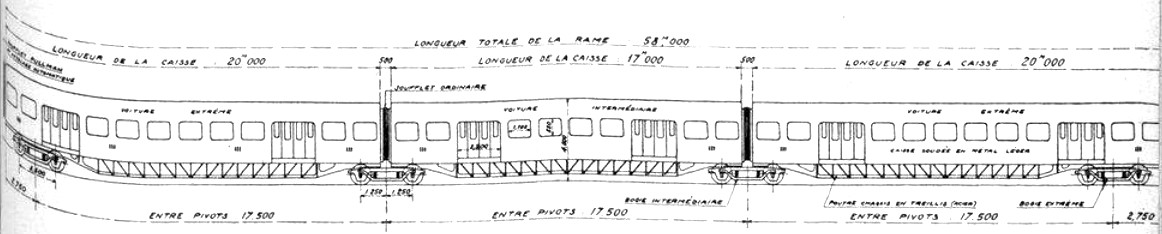
Plan en élévation montrant le châssis en treillis.

### Utilisation et service
Ces voitures ont été construites pour les dessertes de banlieue assurées par la Compagnie des chemins de fer du Nord au départ de la gare de Paris-Nord.
En 1934, les Compagnies furent autorisées à supprimer des trains de banlieue la 1re classe. Cette mesure entraîna des modifications dans les diagrammes des voitures existantes et à venir :
- les AByi no 4501 à 4524 furent déclassées en Cyi no 17235 à 17258 ;
- les AByi no 4525 à 4529 non encore construites furent livrées en BDyi no 7546 à 7550 ;
- les ACyi no 4703 à 4717 non encore construites furent livrées en Cyi no 17220 à 17234.

Les transformations se poursuivirent par la suite pour réduire le travail des 141 T Nord 4.1201 à 4.1272 (futures : 2-141 TC 1 à 72) affectées à ce service en faisant passer les rames de neuf caisses à huit caisses. Ainsi les Cyi no 17244 à 17258 devinrent des :
- CDsyi no 18047 à 18054 pour 8 unités ;
- Csyi no 17521 à 17527 pour 7 unités.

En 1937, à la suite de l'augmentation du trafic sur la banlieue Nord, d'une part, et de la libération de matériel par l'Administration des chemins de fer de l'État du fait de l'électrification de la banlieue Ouest, d'autre part, des voitures OCEM « Talbot » vinrent compléter le parc des voitures de banlieue Nord.
En 1938, à la création de la SNCF, les 405 voitures et la rame articulée gagnent un -m- dans leur immatriculation pour les distinguer des matériels à caisse en bois. Des modifications de diagramme eurent de nouveau lieu :
- les Cyi no 17235 à 17243 devinrent les Csmyi no 17528 à 17536 ;
- les Cyi no 17220 à 17222 devinrent les Csmyi no 17262 à 17264 ;
- et la Cyi no 17234 devenant la CDsmyi no 18055.

Au sortir de la Seconde Guerre mondiale, l'effectif restant de 373 voitures (+ 2 en 1950) permettait de créer quarante rames de huit véhicules dont quatorze restaient sécables mais en deux demi-rames inégales puisque composées de cinq et de trois caisses. Le reste des caisses formait des rames courtes pour assurer le remplacement d'autorails.
En 1956, à la suite de la suppression de la 3e classe, toute la série fut réimmatriculée :
- Ampy no 21101 à 21132 ;
- ADmpy no 21701 à 21746 ;
- ABmpy no 21901 et 21902 ;
- Bmpy n° entre 28176 et 28396 ;
- Bsmpy no 28456 à 28489 ;
- BDsmpy no 28551 à 28600 ;
- la rame à trois caisses Bmpy no 28397 à 28399 ;
- et la rame à deux caisses ADmpy no 21801 et Bmpy no 28400.

Entre 1958 et 1959, il fut décidé de monter la réversibilité 25 kV sur 109 voitures, tout en conservant la réversibilité vapeur, à la suite de la volonté d'électrifier les lignes Paris-Chantilly-Creil et Paris-Mitry-Mory. Cette modification fut nommée « Rév B ». En 1963 cette mesure fut étendue à 19 voitures du fait de la poursuite de l'électrification vers Crépy-en-Valois. Dans le même temps 66 voitures bénéficièrent de la mise en place d'un éclairage autonome en vue d'une utilisation sur Lille.
Avec un désir d'éradiquer la traction vapeur dans la banlieue Nord pour les années 70 il fut pris la décision de monter la réversibilité 25 kV sur 146 voitures mais cette fois en déposant la réversibilité vapeur. Cette modification fut nommée « Rév A ».
Ainsi la banlieue Nord était desservie par :
- 17 rames de type « Rév A » no 1 à 17 desservant Pontoise
- 12 rames de type « Rév B » no 26 à 37 desservant Mitry
- 1 rame ex-PLM de type « E » no 70 desservant Mitry
- 3 rames de type « F » (vapeur) no 71 à 73 desservant Valmondois (en instance d'électrification)
- 5 rames sécables de type « F » no 74 à 82 desservant Valmondois
- 2 rames articulées de type « F » no 83 et 84 desservant Ermont et Gennevilliers

Toutefois à partir de 1970, les radiations commencèrent dans les rangs des « banlieues-Nord » à la suite de l'électrification et de la diésélisation galopante dans la banlieue Nord. En effet ces deux phénomènes amenèrent la venue de segments RIB, en traction électrique ou diesel, des automotrices Z 6100 puis des voitures VB 2N. Ces venues permirent enfin de dégager les voitures prévues pour la région lilloise vers le centre de gérance de Lille. C'est à cette même période que fut appliqué le marquage UIC.
Les deux[réf. souhaitée] rames articulées ont achevé leur carrière en 1970 sur la ligne Ermont - Argenteuil où elles ont cédé  la place à des rames de voitures voitures OCEM « Talbot » tractées par des BB 66000.
Au début des années 80 il ne restait plus que 6 rames de neuf voitures affectées à Mitry, dont 1 en réserve, assurant le trafic en heures de pointe. Au centre des Joncherolles, il ne restait plus que 7 rames de huit voitures, dont 2 en réserve, affectées, ici aussi, aux heures de pointe vers Valmondois et Pontoise. Une rame effectuait le service grande couronne vers Saint-Just-en-Chaussée. Du côté de la région lilloise, il ne restait que 6 rames de six voitures plus 11 autres de type « Rév B » dont entre six et neuf voitures circulaient sur les lignes principales avant d'être mutées vers Amiens à la suite de l'arrivée de segments RIO. La venue de voitures VO 2N entraîna le départ à la réforme de la rame qui effectuait le service de la grande couronne.
À partir de 1982, il ne restait en service que 31 voitures sur Amiens formant 2 rames de cinq voitures et une rame de huit voitures assurant du service sur Tergnier, Creil et Laon et 2 rames de six voitures assurant du service vers Arras. 
Elles ont commencé à être réformées en 1973. En 1985, la venue des Z 8800 élimina le reliquat des voitures sur la région parisienne et l'année suivante ce fut au tour des unités d'Amiens de céder la place aux RRR.

### Voitures préservées
Une voiture préservée était encore visible en 2006 à la bifurcation des voies des RER B et D à La Plaine Saint-Denis.

## Voiture Nord-PLM

### Construction
La Compagnie des chemins de fer de Paris à Lyon et à la Méditerranée a par ailleurs acquis 72 autres unités. Celles-ci étaient longues de 20,64 m et montées sur des bogies du type « MN ». Elles ont été mises en service entre 1932 et 1939.

### Utilisation
Ces voitures ont été construites pour les dessertes de banlieue assurées par la Compagnie des chemins de fer de Paris à Lyon et à la Méditerranée pour le service de la banlieue Sud-Est au départ de la gare de Paris-Lyon.
En 1950, l'électrification de la relation de Paris à Laroche - Migennes a entraîné la transformation des 9 rames de 8 voitures en 18 rames de 4 voitures accouplées en permanence à une locomotive, ex-PO, de la série BB 1 à 80 équipée de la réversibilité ; cette solution devait être temporaire en raison des retards de livraison des automotrices Z 5100 mais ces attelages perdureront jusqu'aux années 1970. Certaines unités restantes ont été mutées vers le réseau Nord tandis que les rames réversibles avec BB 1-80 sont mutées à Lyon où elles desservirent les liaisons vers Givors ou Vienne.
Remplacées par des automotrices de types Z 5100 puis Z 5300, elles ont été rayées des effectifs de 1975 à 1980.